# Schönau am Königssee
Schönau am Königssee és un municipi de l'Alta Baviera situat al districte de Berchtesgadener Land, a prop del llac Königssee. Una gran part del seu territori forma part del Parc Nacional de Berchtesgaden, declarat Reserva de la Biosfera per la UNESCO el 1990. Els seus paisatges i el llac Königssee amb l'església de Sant Bartomeu han atret des d'antic artistes i pintors de fama internacional que els han reflectit a la seva obra.

## Geografia

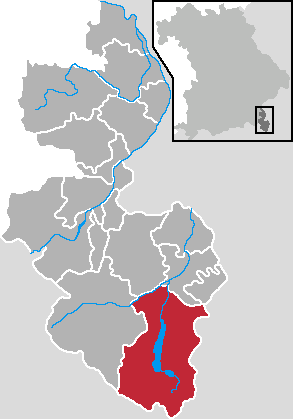
Localització de Schönau am Königsee respecte a la Regierungsbezirk de l'Alta Baviera i al Districte de Berchtesgadener Land

El municipi de Schönau am Königssee és format per set nuclis (Ortsteilen), Oberschönau és la seu de l'administració municipal:
(Entre parèntesis hi ha la població de cada nucli referida al cens del 25 de maig del 1987.)
1. Oberschönau (1421)
2. Unterschönau (1630)
3. Hinterschönau (82)
4. Königssee (675)
5. Faselsberg (790)
6. Schwöb (590)
7. Sankt Bartholomä (25)

Al nucli de Königssee hi ha la pista amb refrigeració artificial més llarga del món per a la pràctica del bobsleigh, luge i skeleton, va ser inaugurada el 1968.

## Història
La troballa d'eines de pedra ha evidenciat l'ocupació prehistòrica del territori. La primera notícia documental de la zona apareix al Notitia Arnonis (un llistat de les possessions del bisbat de Salzburg compilat entre el 788 i el 790), es tracta de les pastures de Almen Gauzo (Gotzenalm) i Ladusa (Ahornalm, Roßfeld). El 1102 es produeix la fundació del Prebostat de Berchtesgaden, un fet que marcarà la història de tota la zona fins als primers anys del segle xix. El 1134 s'inaugura la basílica de Königssee (Sant Bartomeu), que serà ampliada i remodelada el 1697-1698 en estil barroc. A les darreries del segle xviii arriben els primers visitants atrets pels paisatges i la natura, naturalistes, pintors, ... Alexander von Humboldt fa una estada d'estudi a la zona. El 1803 les tropes d'Àustria ocupen la zona, el darrer Príncep-Prebost abdica. El territori passa a mans de l'electorat de Salzburg fins al 1805, que amb Salzburg passa a Àustria. Entre 1809 i 1810 administració militar francesa. El 1810 els territoris de l'antic prebostat van passar a mans de Baviera. El 1817 l'antic Gnotschaft de Schönau va ser dividit en dues comunitats polítiques, Schönau (781 habitats) i Königssee (485 habitants). El 1978 es va produir la unificació per formar un únic municipi, aquest any també es va crear el Parc Nacional de Berchtesgaden.

## Escut
Sobre fons d'atzur una onada d'argent, a sobre una barra d'or sobre la qual hi ha la capella de Sant Bartomeu en argent amb les cúpules de gules. Als angles superiors dues flors de lis d'or. Aquest escut va ser adoptat el 1983 per acord municipal.

## Economia
Avui dia Schönau am Königssee és un municipi eminentment turístic, la seva oferta abasta tant les activitats d'hivern com les d'estiu oferint més de 8.000 places als seus establiments hotelers. És un important centre d'esports d'hivern, equipat amb innivació artificial, on hi destaca la pista de 15 km per a la pràctica del bobsleigh, luge i skeleton.

## Imatges

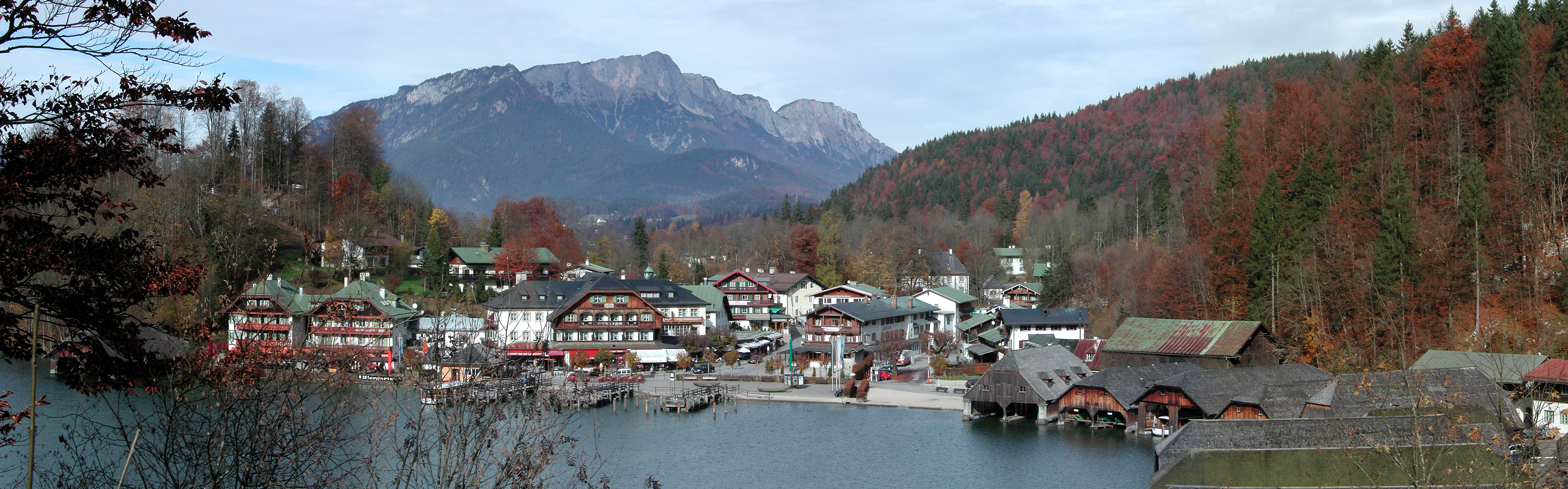
Vista del nucli de Königssee

Panoràmica de Sant Bartomeu sobre el llac Königssee

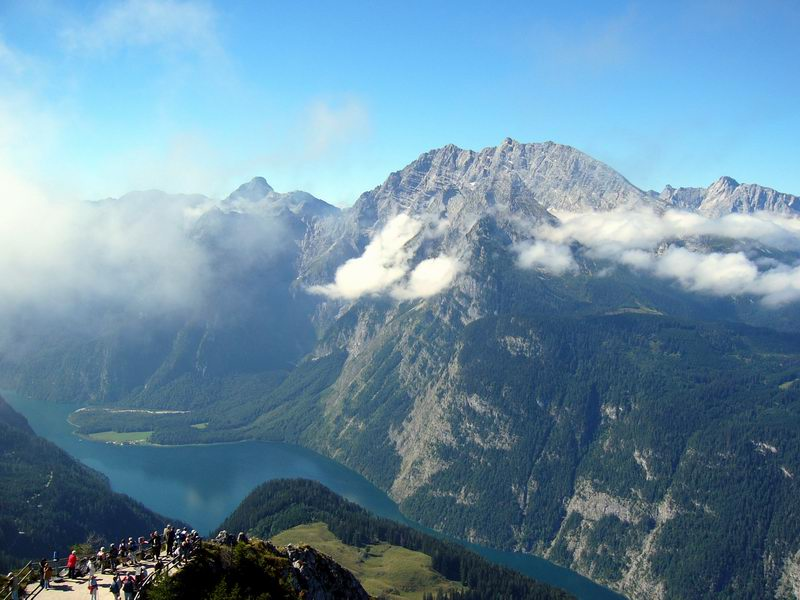
Mirador al mont Jenner (1860 m) sobre el llac Königssee i el mont Watzmann
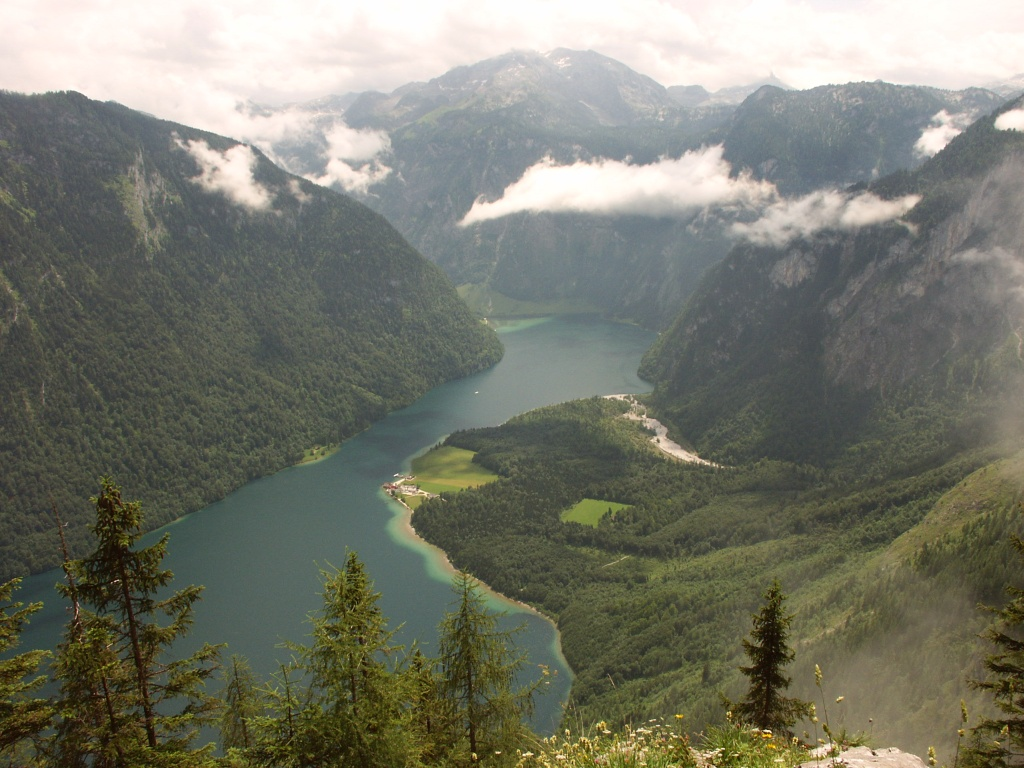
Vista de la península del llac Königssee on hi ha St. Bartomeu.
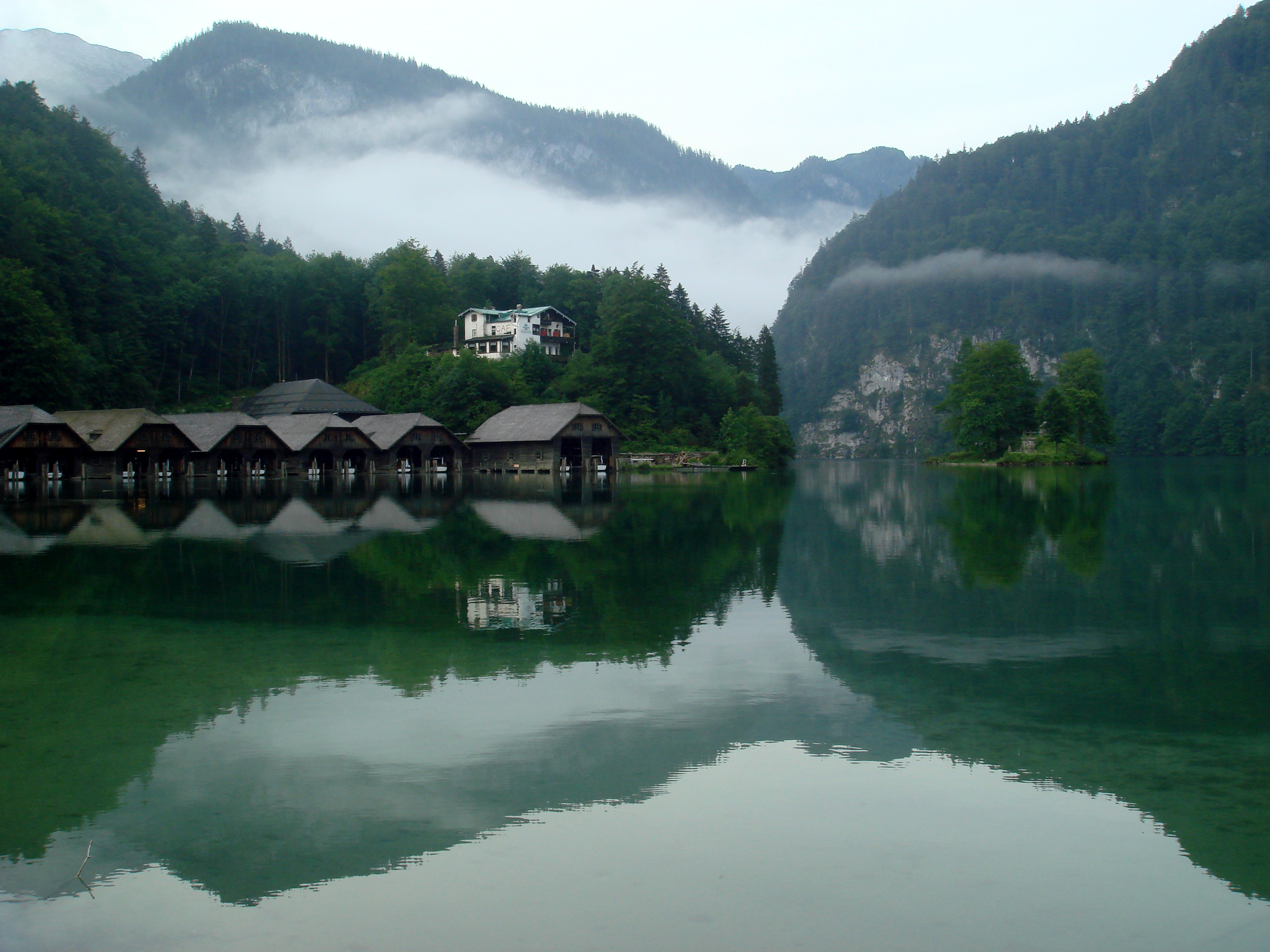
Königssee